# Palazzo Pretorio (Cividale del Friuli)
Palazzo Pretorio, noto anche come palazzo dei Provveditori veneti, è un palazzo di Cividale del Friuli attribuito all'architetto Andrea Palladio nel 1564 e realizzato tra il 1565 e il 1615. Dal 1990 è sede del Museo archeologico nazionale di Cividale.

## Storia e descrizione
È Giorgio Vasari a testimoniare l'esistenza di un progetto di Andrea Palladio per il palazzo Pretorio di Cividale. L'architetto ne realizzò un modello e fu presente alla posa della prima pietra avvenuta nel 1565. La volontà della Magnifica Comunità di costruire il palazzo Pretorio risaliva al 1559, dopo che la Repubblica di Venezia decise di separare l'antica capitale friulana dal resto della Patria del Friuli assegnandole un suo territorio e un provveditore ordinario. Tuttavia, l'inizio dei lavori dovette attendere il marzo del 1565, quando fu conseguita la copertura finanziaria su sollecitazione dell'allora provveditore Michele Bon. Il palazzo fu costruito dove prima sorgeva il medievale palazzo patriarcale, gravemente danneggiato nel violento terremoto del 1511.
Alcuni anni più tardi l'inizio della costruzione, i lavori si arrestarono per poi riprendere dopo almeno un lustro di inattività e cioè nel 1580. Prima di quell'anno era stata completata solamente la terza parte disposta verso nord e si procedette quindi con l'erezione della sezione centrale. Forse solo nel 1585 il primo provveditore iniziò a vivere il palazzo, ma non nel piano nobile come era previsto originariamente, bensì al piano terra nella parte orientata a sud, cioè verso il Duomo, e precisamente negli alloggi riservati al cavaliere. Infatti, tutta quella sezione avrebbe dovuto ospitare le varie figure componenti la corte: il cavaliere e i "bassi ministri" (come i birri) al piano terra, il cancelliere e il vicario in due parti distinte del mezzanino. Tale sezione venne ultimata fino al colmo del tetto non prima del 1605 e, nel frattempo, i provveditori dovettero sistemarsi prima, come già visto, al piano terra e quindi nel mezzanino. Solo dopo il 1607 l'intera corte poté finalmente abitare nei rispettivi alloggi, mentre i lavori venivano ancora condotti in altri ambienti come il salone. Il palazzo poteva dirsi completato nel 1615, anno in cui si ultimavano ormai le scuderie. È probabile che alcuni interventi dovettero protendersi ulteriormente, poiché si ricavò la foresteria in una sala al primo piano non prima del 1618.
Le funzioni del palazzo non si limitavano a quelle residenziali, ma assumevano inoltre quelle prettamente legate alle funzioni pretorie, cioè di "governatore" e di magistrato. Al primo piano (oltre agli ambienti privati del provveditore, a un piccolo oratorio, alle cucine, all'ampio tinello e alla foresteria) vi erano non solamente il salone ma soprattutto la camera delle udienze, dove il provveditore svolgeva i processi di secondo grado, convocava i sudditi o riceveva coloro i quali si rivolgevano a lui per presentare suppliche o lagnanze. Al piano terra (nella sezione nord) c'erano invece la cosiddetta "camera fiscale", in cui operava il camerlengo nominato dalla città e poi uno "scontro" stipendiato dalle autorità marciane, e le prigioni (una per gli uomini, una per le donne e una terza più piccola). Nell'edificio si riuniva inoltre l'arengo della contadinanza del territorio di Cividale. Annesso al palazzo c'era, infine, un fabbricato più basso dove venne ospitato l'archivio "pubblico", cioè del reggimento, composto per lo più dai verbali di processi e dalle sentenze.
Nel 1779 la Repubblica decise di trasferire la proprietà del palazzo alla Magnifica Comunità, la quale, dal 1796, prese a svolgere qui per almeno un trentennio le proprie adunanze consiliari. Nel XIX divenne sede di vari uffici pubblici e talvolta, solo parzialmente, di attività private (la casa editrice Fulvio Giovanni e poi la Banca Cooperativa di Cividale). Infine fu eletto a sede del Museo Archeologico Nazionale di Cividale.
Numerose sono le testimonianze lapidee (busti, stemmi ed epigrafi) presenti dentro e fuori dall'edificio; alcune subirono la distruzione decisa dalle autorità pubbliche oppure i danni dovuti a spostamenti o rimaneggiamenti. Parecchie si trovano in ubicazioni non corrispondenti a quelle originarie, inducendo in errore alcuni studiosi (non sostenuti da una ricerca documentaria ma solo basatisi sul materiale lapideo) che contaminarono la critica e la storiografia. Solo nel 2011 è stato possibile delineare l'evoluzione dell'edificio.
Non è certo agevole ritrovare la mano palladiana nell'edificio, anche se il singolare basamento degli archi del portico, a bugne di pietra, potrebbe derivare dagli studi palladiani sulle antichità romane della Dalmazia e specificamente dall'anfiteatro di Pola. Secondo alcuni autori, è possibile riscontrare delle similitudini col palazzo Civena di Vicenza. Ciò che sembra comunque probabile è che l'esecuzione sia avvenuta non solo fuori del controllo di Palladio, ma altresì senza particolare rispetto verso il progetto originario, del cui modello abbiamo ancora notizia nel 1580. Di rimaneggiamenti successivi ce ne furono anche in epoche recenti: nel XIX secolo si procedette con l'eliminazione di un poggiolo che si trovava in prossimità delle tre finestre del salone trapassante al primo piano (il quale appariva disorganico rispetto alla facciata e che interrompeva la canonica tripartizione della facciata già delineata dalle paraste); nel XX secolo venne abbattuto uno scalone, allargato simmetricamente il retro della sezione nord e innalzata quella parte del tetto che fino ad allora appariva disomogenea rispetto al resto, avendo una base d'appoggio più stretta.